# Die Karawane nach Zagora
Die Karawane nach Zagora (Originaltitel: El secreto de los hombres azules) ist ein spanisch-französischer Abenteuerfilm aus dem Jahre 1960 von Edmond Agabra mit Lex Barker in der Hauptrolle.

## Handlung
In der westmarokkanischen Hafenstadt Mogador Mitte des 19. Jahrhunderts. Der reiche Kaufmann Don Pedro aus dem Süden des Landes landet dort mit seiner hübschen Tochter Suzanne an. Ebenfalls an Bord befindet sich der hochgewachsene Abenteurer Fred, auf den Suzanne rasch ein Auge geworfen hat. Der US-Amerikaner hat das Herz am rechten Fleck und zeigt auch Mut, wenn es darum geht, Gutes zu tun. So rettet er einen angeketteten schwarze Sklaven vor dem sicheren Tod, kurz nachdem das Schiff in Mogador angekommen ist und die Ladung gelöscht wird. Doch nicht jeder bringt dem attraktiven Fremden dieselbe Sympathie wie Suzanne entgegen. Von einigen Einheimischen hier, darunter so mancher finsterer Geselle, wird Fred argwöhnisch beäugt. Von Mogador aus soll eine Karawane nach Zagora im Osten des Landes aufbrechen, ein gottverlassener Flecken fernab jeder Zivilisation. Mit der Aussicht auf ein spannendes Abenteuer am Nordrand der Wüste Sahara schließt sich Fred dem Trupp ins Nirgendwo gern an. Auf dem Weg dorthin werden die Reisenden von einem heftigen Sandsturm überrascht und Fred vorübergehend von den anderen Mitreisenden getrennt. Rettung findet der nordisch wirkende Fremde in einer plötzlich aus dem Nichts auftauchenden Oase, die vom marokkanischen Wüstenvolk der Tuareg bewohnt wird. Eine glutäugige Schönheit namens Maleika befindet sich ebenfalls unter den Einheimischen und verdreht Fred rasch den Kopf.
Fred erfährt nun das erste Mal Näheres über den legendären Wüstenschatz der Suleika, und tatsächlich scheint er in der Oase am Ziel angekommen. Mit dem Omega-Symbol, das auf den Goldschatz verweist, hält er schließlich den letzten Beweis für die Existenz des Schatzes in den Händen. Doch er ist nicht der Einzige, den es nach dem Golde drängt. Eine Reihe von angeblichen Händlern unter der Führung des schurkischen Hernandez will unbedingt noch vor Fred in den Besitz des Schatzes kommen, koste es was es wolle. Hernandez und Fred, die sich wieder auf dem Weg nach Zagora befinden, entscheiden sich zur Rückkehr in die Oase, um den Schatz zu suchen. Dabei wird Fred angeschossen und von dem skrupellosen Hernandez seinem Schicksal überlassen. Maleika ist auch diesmal seine Rettung und fasst, da sie sich in ihn verliebt hat, zu ihm Vertrauen. Das Wissen um die Legende vom Schatz bedeute auch, so Maleika, dass niemand mehr die Oase verlassen dürfe, um den Frieden der Bewohner zu gewährleisten. Doch Hernandez und seinen Männern ist dies herzlich egal. Sie überfallen die Oase, töten Suzanne und entführen Maleika, um aus ihr das Versteck des Schatzes herauszupressen. Wieder ist Freds Mut gefragt. Es kommt zum entscheidenden Kampf mit den Halunken, als es um die Bergung des Schatzes und die Befreiung Maleikas geht.

## Produktionsnotizen
Die Karawane nach Zagora entstand im April und Mai 1960 in der Sahara im Süden Marokkos (Außenaufnahmen) und wurde am 14. August 1961 in Spanien uraufgeführt. Die deutsche Premiere war am 29. Juni 1962. Im deutschen Fernsehen lief der Streifen auch unter dem Titel Der Schatz der Suleika.
Die französische Fassung weicht in den Stabangaben erheblich von der spanischen ab.
Während der Dreharbeiten unterbrach Lex Barker diese und flog nach Rom, da am 2. Mai 1960 sein jüngster Sohn Christopher Barker geboren wurde.

## Synchronisation
Lex Barker wird gesprochen von Wolfgang Eichberger.

## Kritiken
Lexbarker.net kommt zu folgender Beurteilung: „Die interessanten Schauplätze sind wahrlich auch der einzige Reiz dieses Machwerks. Neben der Tatsache, dass die deutsche Version selten schlecht synchronisiert wurde, ist der Streifen handwerklich miserabel. (…) Der Regisseur holte aus den attraktiven Lokalitäten das erdenklich schlechteste heraus. Die Handlung schreitet mühsamst voran. In unpassenden Momenten werden unwichtige Nebenstränge der Handlung eingefügt.“
Im Lexikon des Internationalen Films heißt es: „Bunt ausgestattete Wüstenromantik in Marokko.“